# Zwackhiomyces sphinctrinoides
Zwackhiomyces sphinctrinoides är en lavart som först beskrevs av Zwackh, och fick sitt nu gällande namn av Grube och Joseph Hafellner. 
Zwackhiomyces sphinctrinoides ingår i släktet Zwackhiomyces, och familjen Xanthopyreniaceae. Arten är reproducerande i Sverige.